# Oleria caucana
Oleria caucana är en fjärilsart som beskrevs av Otto Staudinger 1885. Oleria caucana ingår i släktet Oleria och familjen praktfjärilar. Inga underarter finns listade i Catalogue of Life.